# Stefan Pater
Stefan Pater (* 31. Oktober 1960) ist ein ehemaliger deutscher Fußballspieler.

## Karriere
Stefan Pater spielte vier Jahre lang in der Bundesliga. Die ersten beiden beim VfL Bochum, die beiden folgenden bei Arminia  Bielefeld. Bei den Bochumern wurde Pater regelmäßig aufgestellt und kam so zu 59 Ligaeinsätzen. Bei seinen Einsätzen wurde er oft ein- und ausgewechselt, insgesamt 45 Mal. Bei der Arminia kam er nicht über eine Reservistenrolle hinaus; bei seinen zwölf Einsätzen wurde er zehnmal eingewechselt.